# 2-pentanon
2-pentan, 2-pentanon ali 2-metil propil keton je brezbarvna tekočina z vonjem, ki spominja na aceton. Njegova formula je C5H10O.
Povzroča opekline in je nevaren za vdihavanje. Je zelo vnetljiv, eksploziven in draži oči, kožo in dihala. Povzroča tudi izgubo zavesti in bolečine v trebuhu.

## Ukrepi za prvo pomoč
Po vdihovanju je potrebno dovajati svež zrak. V primeru stika s kožo moramo odstraniti polito obleko s kože ter spirati z obilico vode. V primeru stika z očmi moramo takoj pričeti z izpiranjem oči za nekaj minut z obilico vode. Če ima oseba kontaktne leče jih odstranimo. Ob zaužitju speremo usta in pazimo, da ne povzročimo bruhanja. Za vse primere takoj poiščemo zdravniško pomoč.

## Ukrepi ob požaru
V primeru požara ga lahko gasimo s peno odporno na alkohol, prahom in ogljikovim dioksidom.

## Ukrepi ob nezgodnih izpustih
Če nam začne tekočina uhajati prostor prezračimo in jo kolikor lahko zberemo v zatesnjeni posodi. Čez ostalo tekočino posujemo pesek ali neaktiven vpojni material, ki jo absorbira. Pesek nato poberemo in damo na varno mesto. Pazimo tudi, da tekočine ne speremo v kanalizacijo. 

## Ravnanje z nevarno snovjo in skladiščenje
Tekočino moramo skladiščiti v ognjevarnih posodah. Ko delamo s tekočino pazimo, da v bližini ni odprtega ognja, kajenja in kakršnega koli iskrenja.

## Nadzor nad izpostavljenostjo
Uporabljati moramo prezračevanje, eksplozijsko varne električne naprave ter razsvetljave. Preprečiti moramo tudi kopičenje elektrostatičnega naboja (npr. z ozemljitvijo). Za zaščito oči in dihal uporabljamo zaščitna očala in masko, za zaščito kože pa nepropustne čevlje, rokavice, delavno obleko, haljo...

## Fizikalne in kemijske lastnosti
Njegovi hlapi se dobro mešajo z zrakom, zato lahko tvorijo tudi eksplozivne zmesi. Pentanon burno reagira z močnimi oksidanti, bazami, amini in izocianati.

## Obstojnost in reaktivnost
Pentanon hranimo v dobro zaprtih posodah, saj lahko tekočina izhlapi.